# 正親町三条公敦
正親町三条 公敦（おおぎまちさんじょう きんあつ）は、室町時代初期の公卿。准大臣正親町三条実音の子。官位は従二位、権大納言。

## 経歴
以下、『公卿補任』、『尊卑分脈』の内容に従って記述する。
- 応永3年（1396年）1月28日、能登権守を兼ねる。この時、参議正四位下[1]。同年9月12日、参議を辞退。
- 応永6年（1399年）4月22日、権中納言に任ぜられ従三位に叙せられる。
- 応永12年（1405年）3月17日、権大納言に任ぜられる[2]。同年7月11日、権大納言を辞退。
- 応永13年（1406年）1月6日、正三位に昇叙。
- 応永14年（1407年）1月5日、従二位に昇叙。
- 応永16年（1409年）、薨去。

## 正親町三条家の中継ぎ
正親町三条家の傍流の出身であるが、本流の正親町三条実豊が早世したため、従三位のまま権大納言に任ぜられるという異例な昇進をした。当時、従三位で権大納言に任ぜられたのは足利将軍家だけである。